# 세파한 SC
풀라드 모바라케 세파한 스포츠 클럽(페르시아어: باشگاه ورزشی فولاد مبارکه سپاهان)은 이란의 프로 축구 클럽으로 이스파한을 연고로 하고 있다. 이란 철강회사 모바라케 스틸이 운영하고 있으며 현재 페르시안 걸프 프로리그에 출전하고 있다.

## 역사
창단 이후 1993년까지 이스파한 지역 리그에 소속되어 있었다. 이후 아자데간 리그에 풀라드 모바라케가 팀을 인수한 2000년까지 참가했다.
2003년엔 이란 프로 리그 우승을 차지하며 팀 역사상 첫 우승 타이틀을 거머쥐었고 2007년엔 AFC 챔피언스리그 결승전에 오르며 아시아 무대에서도 이름을 떨쳤다.

## 역대 우승 기록

#### 국내 타이틀
- 이란 프로 리그

우승 (5): 2002-03, 2009-10, 2010-11
- 이란 프로 리그 준우승

우승 (3): 2007-08
- 하즈피 컵

우승 (5): 2003-04, 2005-06, 2006-07

#### 아시아 타이틀
- AFC 챔피언스리그 준우승

준우승 (1): 2007

## 선수 명단

### 현역
참고: FIFA 자격 규정에 따라 소속된 국가대표팀 국기를 표시합니다. 선수는 복수의 FIFA 비회원국 국적을 가지고 있을 수 있습니다.
| 번호 | 포지션 | 국적 | 이름          |
| ---- | ------ | ---- | ------------- |
| 15   | MF     |      | 스티븐 은존지 |

| 번호 | 포지션 | 국적 | 이름 |
| ---- | ------ | ---- | ---- |

## 역대 감독
| 감독                | 임기      |
| ------------------- | --------- |
| 조르반 비에이라     | 2008      |
| 엔긴 프라토         | 2008~2009 |
| 이고르 슈티마치     | 2015~2016 |
| 아미르 갈레노에이   | 2018~2020 |
| 조제 모라이스       | 2022~2024 |
| 우구 알메이다(대행) | 2024~     |